# Kobdombo
Kobdombo es una comuna camerunesa perteneciente al departamento de Nyong-et-Mfoumou de la región del Centro. Como arrondissement recibe el nombre de Nyakokombo.
En 2005 tiene 11 227 habitantes, de los que 377 viven en la capital comunal homónima.
Se ubica unos 120 km al este de la capital nacional Yaundé.

## Localidades
Comprende, además de Kobdombo, las siguientes localidades:
- Andom
- Atoa
- Awaé
- Efoufoup
- Ekpwassong
- Fang-Bikang I
- Fang-Bikang II
- Fang-Biloun
- Ka'a
- Kongo
- Koudbengono
- Mbeng
- Mbogué
- Mboké
- Mboni
- Mvianga
- Ndamvo
- Ngada
- Ngalla
- Ngondo
- Ngoulkeka
- Nkoambang
- Nkoleboudou I
- Nkpwanvoug
- Nkpwanzé
- Nyenda
- Salla
- Sobia
- Tomba III
- Tombo
- Yenassa